# Outsider (album Nitro)
Outsider è il quinto album in studio del rapper italiano Nitro, pubblicato il 7 aprile 2023 dalla Arista Records.

## Tracce
Testi di Nicola Albera, eccetto dove indicato, musiche di Michele Poli, eccetto dove indicato..
1. Control – 3:18 (musica: Michele Poli, Lorenzo Paolo Spinosa)
2. Anyway – 2:35 (testo: Nicola Albera, Carlos D. Wilson, Louis W. Wilson, Ricardo A. Wilson – musica: Michele Poli, Andrea Iasella)
3. Paranoia (ft. Sally Cruz) – 2:51 (testo: Nicola Albera, Alessia Rossi)
4. Outsider – 2:57
5. In Heaven (ft. Ernia) – 3:26 (testo: Nicola Albera, Matteo Professione – musica: Lorenzo Paolo Spinosa)
6. Snakes – 2:10 (musica: Lorenzo Paolo Spinosa)
7. Ti direi – 2:52
8. BMW – 2:10 (musica: Lorenzo Paolo Spinosa)
9. Fiori – 2:46 (testo: Nicola Albera, Adel Al Kassem – musica: Michele Poli, Andrea Iasella)
10. Fangoria (ft. Kid Yugi) – 2:28 (testo: Nicola Albera, Francesco Stasi – musica: Lorenzo Paolo Spinosa)
11. Full Immersion (ft. FreshMula & Il Ghost) – 3:04 (testo: Nicola Albera, Lindon Bruti, Omar Gueye – musica: Michele Poli, Stefano Tartagnini)
12. N.N.F. – 2:18
13. Abissi – 2:26
14. Death Note – 2:31 (musica: Lorenzo Paolo Spinosa)

Traccia bonus nella riedizione digitale
1. Too Late (con Madame) – 3:15

## Classifiche
| Classifica (2023) | Posizione massima |
| ----------------- | ----------------- |
| Italia            | 3                 |